# Coldenia procumbens

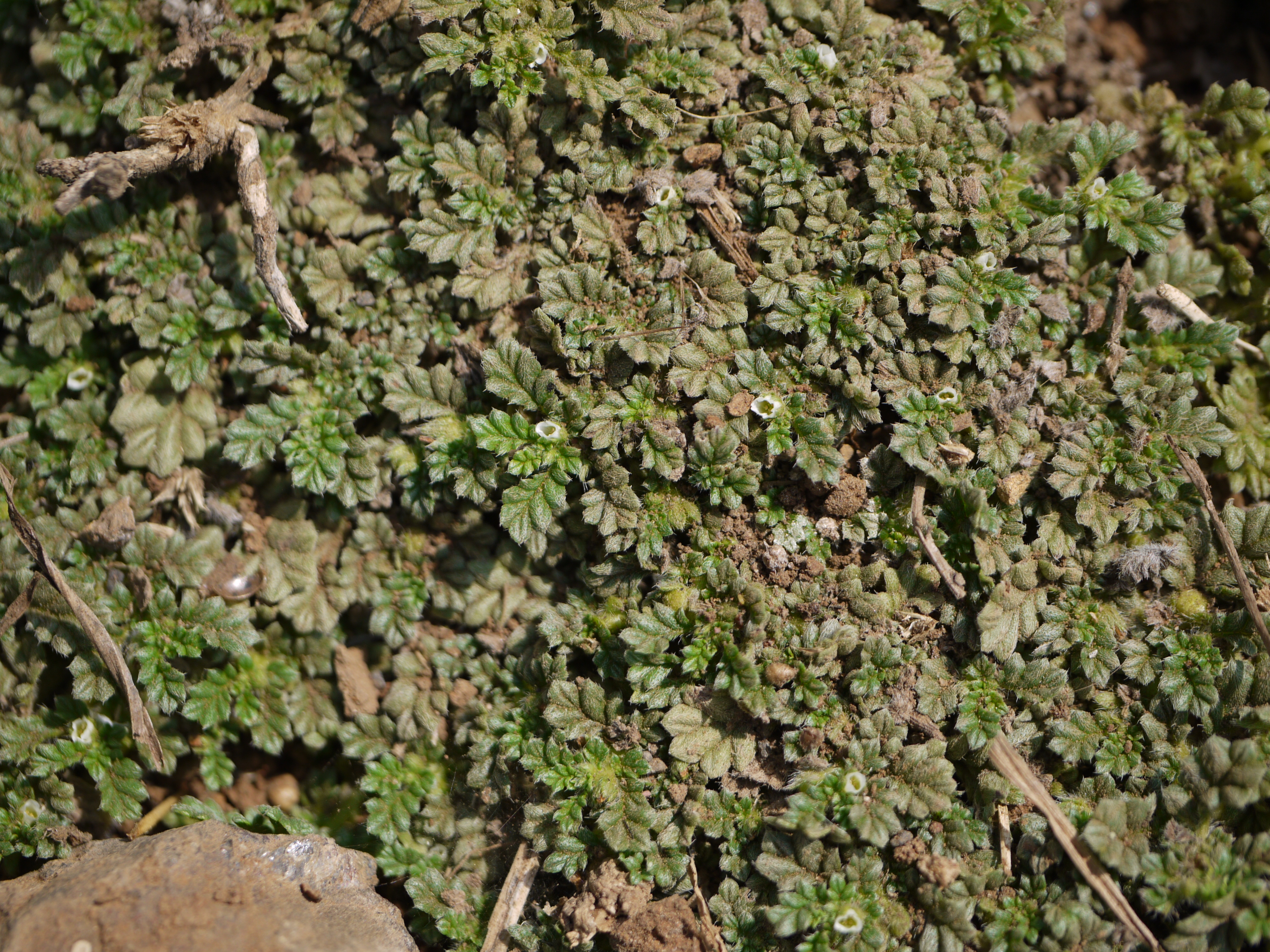

Coldenia procumbens – gatunek rośliny z monotypowego rodzaju Coldenia Linnaeus, Sp. Pl. 125. 1 Mai 1753 należącego do rodziny Cordiaceae, wyróżnianej też w randze podrodziny Cordioideae w szeroko ujmowanej rodzinie ogórecznikowatych Boraginaceae. Roślina jest szeroko rozprzestrzeniona w strefie międzyzwrotnikowej – rośnie w Afryce, Azji południowej i południowo-wschodniej, w Australii, w Ameryce Północnej i Południowej. Z powodu szerokiego rozprzestrzeniania w tropikach i inwazyjności gatunku trudne jest określenie pierwotnego zasięgu naturalnego. Zasiedla plaże, miejsca piaszczyste oraz suche grunty rolne.

## Morfologia
PokrójRośliny jednoroczne o pędach płożących i podnoszących się, silnie rozgałęzionych, osiągających 15–40 cm długości, pokrytych gęstymi, sztywnymi włoskami.
LiścieSkrętoległe i klapowane. Dolne liście krótkoogonkowe, górne siedzące. Blaszka jest asymetryczna, osiąga do 2 cm długości i 1,5 cm szerokości.
KwiatyPojedyncze, niemal siedzące, 4-krotne. Kielich z czterema działkami. Korona kwiatu zrosłopłatkowa, rurkowata, z nagą gardzielą lub z czterema osklepkami, końce płatków rozpostarte. Zalążnia jajowata, dwukomorowa z dwoma zalążkami w każdej z komór. Szyjki słupka dwie, rozwidlone, znamiona dwa, także rozwidlone.
OwoceMięsiste lub suche, kulistawe rozłupnie, silnie podzielone i rozpadające się na cztery rozłupki.

## Systematyka
Rodzaj Coldenia z jednym gatunkiem C. procumbens zaliczany jest albo do rodziny Cordiaceae w rzędzie ogórecznikowców (w obrębie tej rodziny ma najwyraźniej pozycję bazalną) albo wręcz do własnej rodziny Coldeniaceae J. S. Mill. & Gottschling. W systemie APG IV łączącym wszystkie taksony w obrębie rzędu ogórecznikowców w jedną rodzinę ogórecznikowatych Boraginaceae – także do niej trafia Coldenia.